# Арја Старк
Арја Старк (енгл. Arya Stark) је један од главних ликова у серијалу Песма леда и ватре и његовој телевизијској адаптацији Игра престола. Њен лик глуми Мејси Вилијамс. Арја је најмлађа кћерка лорда Неда Старка и његове супруге Кејтлин Старк. Након њеног бекства из Краљеве Луке и њених доживљаја у Речним земљама, путује у Бравос, да би се тамо подучила да буде „Човек без лица”. Сада користи своје вештине да би казнила све оне који су издали њену породицу.

## Биографија
Арја Старк је најмлађа кћерка лорда Еда Старка и леди Кетлин Старк. Она има старију сестру Сансу и старијег брата Роба. Поред тога има два млађа брата Брена и Рикона. Она је полусестра Џона Снежног. Арја је рођена у Зимоврелу и тамо је и одрасла. Поседује мач који се зове Игла, кога је добила као поклон од Џона. Када је њен брат пронашао младунчад језовука, она добија једног као кућног љубимца и даје му име Нимерија. Арја одбија да постане елегантна дама, да се уда и постане утицајна. Она жели сама себи да гради судбину. Фасцинирана је борбама док је уобичајени женски послови не занимају. Арја личи на свог оца и често се свађа са својом сестром Сансом јер им се размишљања и интересовања поприлично разликују. Она је врло блиска са својим полубратом Џоном. Из њеног понашања се види да Арја има темперамент просечног дечака њених година. Након многих авантура и искушења, Арја долази у Бравос, где обучавана да постане Човек без лица. Након што је стекла многе вештине и знања у борби, Арја саставља листу смрти са именима људи који су начинили неправду њеној породици и којима жели да се освети. Током шесте сезоне Игре престола она постепено убија сваку особу са њене листе, што наставља и у седмој сезони серије.